# 서연미
서연미(1988년 8월 30일 ~ )는 대한민국의 아나운서이다.

## 학력
- 청주외국어고등학교 영어과
- 이화여자대학교 기독교학과 학사
- 이화여자대학교 대학원 언론홍보영상학과 석사

## 방송

### TV
- 어른성경학교 (CBS)
- MBC 뉴스투데이 강원 (춘천MBC)
- MBC 생활뉴스 강원 (춘천MBC)
- MBC 생활뉴스 목포·전남 (목포MBC)
- MBC 이브닝 뉴스 제주 (제주MBC)
- MBC 뉴스데스크 제주 (제주MBC)
- 생방송 전국시대 (목포MBC)
- 생방송 제주가 좋다 (제주MBC)

### 라디오
- 시사자키 정관용입니다 (CBS 표준FM)
- 가스펠 아워 (CBS 표준FM, CBS JOY4U)
- 김현정의 뉴스쇼 (CBS 표준FM)
- MBC 아침종합뉴스 (춘천MBC 표준FM)
- MBC 정오뉴스 (춘천MBC 표준FM)
- 목포MBC 즐거운 오후 2시 (목포MBC 표준FM)
- 서연미의 정오의 희망곡 (제주MBC FM4U)

## 경력
- 춘천MBC 아나운서
- 목포MBC 아나운서
- 제주MBC 아나운서

## 수상
- 2011년 미스코리아 강원 미(美)[2]

## 같이 보기
- 2011년 미스코리아
- 미스코리아 강원